# Dmitri Loginov
Dmitri Aleksejevitsj Loginov (Krasnojarsk, 2 februari 2000) is een Russische snowboarder. Hij nam onder olympische vlag deel aan de Olympische Winterspelen 2018 in Pyeongchang.

## Carrière
Bij zijn wereldbekerdebuut, in december 2016 in Carezza, scoorde Loginov direct wereldbekerpunten. Op de FIS wereldkampioenschappen snowboarden 2017 in de Spaanse Sierra Nevada eindigde hij als negende op de parallelreuzenslalom en als 39e op de parallelslalom. In december 2017 stond de Rus in Cortina d'Ampezzo voor de eerste maal in zijn carrière op het podium van een wereldbekerwedstrijd. Op 12 januari 2018 boekte Loginov in Bad Gastein zijn eerste wereldbekerzege. Tijdens de Olympische Winterspelen van 2018 in Pyeongchang eindigde hij als 32e op de parallelreuzenslalom.
In Park City nam de Rus deel aan de FIS wereldkampioenschappen snowboarden 2019. Op dit toernooi werd hij wereldkampioen op zowel de parallelslalom als de parallelreuzenslalom. Op de FIS wereldkampioenschappen snowboarden 2021 in Rogla prolongeerde Loginov de wereldtitel op de parallelreuzenslalom, op de parallelslalom behaalde hij de bronzen medaille. 

## Resultaten

### Olympische Winterspelen
| Jaar | Plaats      | Resultaten               |
| ---- | ----------- | ------------------------ |
| 2018 | Pyeongchang | 32e Parallelreuzenslalom |

### Wereldkampioenschappen
| Jaar | Plaats        | Resultaten                                 |
| ---- | ------------- | ------------------------------------------ |
| 2017 | Sierra Nevada | 39e Parallelslalom 9e Parallelreuzenslalom |
| 2019 | Park City     | Parallelslalom · Parallelreuzenslalom      |
| 2021 | Rogla         | Parallelslalom · Parallelreuzenslalom      |

### Wereldbeker
Eindklasseringen
| Seizoen   | PAR   | PGS   | PSL    |
| --------- | ----- | ----- | ------ |
| 2016/2017 | 45e   | 40e   | 52e    |
| 2017/2018 | 15e   | 30e   | Zilver |
| 2018/2019 | 4e    | 7e    | 5e     |
| 2019/2020 | Brons | Brons | 7e     |

Wereldbekerzeges
| Datum           | Plaats        | Onderdeel            |
| --------------- | ------------- | -------------------- |
| 12 januari 2018 | Bad Gastein   | Parallelslalom       |
| 1 maart 2020    | Blue Mountain | Parallelreuzenslalom |
| 6 februari 2021 | Bannoje       | Parallelreuzenslalom |
| 7 februari 2021 | Bannoje       | Parallelslalom       |